# Li Shuang (snowboardster)
Li Shuang (27 juni 1992) is een Chinese snowboardster, die is gespecialiseerd op het onderdeel halfpipe. Ze vertegenwoordigde haar vaderland op de Olympische Winterspelen 2014 (Sotsji).

## Carrière
Bij haar wereldbekerdebuut, in november 2009 in Saas-Fee, scoorde Li direct wereldbekerpunten. In februari 2011 stond ze in Yabuli voor de eerste maal in haar carrière op het podium van een wereldbekerwedstrijd. Op de FIS wereldkampioenschappen snowboarden 2013 in Stoneham eindigde de Chinese als zesde in de halfpipe. Op 13 december 2013 boekte Li in Ruka haar eerste wereldbekerzege.

## Resultaten

### Olympische Winterspelen
| Jaar | Plaats | Resultaten  |
| ---- | ------ | ----------- |
| 2014 | Sotsji | 8e Halfpipe |

### Wereldkampioenschappen
| Jaar | Plaats   | Resultaten  |
| ---- | -------- | ----------- |
| 2013 | Stoneham | 6e Halfpipe |

### Wereldbeker
Eindklasseringen
| Seizoen   | Algm | HP  |
| --------- | ---- | --- |
| 2009/2010 | 110e | 43e |
| 2010/2011 | 25e  | 17e |
| 2011/2012 | 4e   | 4e  |
| 2012/2013 | 14e  | 11e |

Wereldbekerzeges
| Datum            | Plaats | Onderdeel |
| ---------------- | ------ | --------- |
| 13 december 2013 | Ruka   | Halfpipe  |